# ماريا إيلفيرا سالازار
ماريا إلفيرا سالازار (بالإنجليزية: Maria Elvira Salazar)‏ هي سياسية وصحفية أمريكية من الحزب الجمهوري، ولدت في يوم 1 نوفمبر 1961 في ميامي. تم انتخابها كعضوة في مجلس النواب الأمريكي في إنتخابات 2020 عن ولاية فلوريدا بعد فوزها على دونا شلالا.